# 78-я пехотная дивизия (вермахт)
78-я пехотная дивизия (нем. 78. Infanterie-Division) — тактическое соединение сухопутных войск нацистской Германии. Позднее было известно как 78-я штурмовая дивизия (нем. 78. Sturm-Division), 78-я пехотная дивизия (нем. 78. Grenadier-Division), 78-я народная пехотная дивизия (нем. 78. Volksgrenadier-Division) и 78-я народная штурмовая дивизия (нем. 78. Volks-Sturm-Division).

## История
Образована в августе 1939 года в Штутгарте. В дивизию призывались жители провинции Баден-Вюртемберг, что послужило причиной появления на эмблеме дивизии Ульмского собора.
Дивизия участвовала во вторжении во Францию и с лета 1940 до весны 1941 года находилась на оккупированных территориях, после чего была переброшена на восточный фронт в состав группы армий «Центр». Участвовала в Белостокско-Минском сражении (в составе XIII армейского корпуса), штурме Могилёва и в наступлении на Рославль (в составе VII армейского корпуса), затем в боях под Ельней, Вязьмой (в составе XX армейского корпуса). С конца октября по середину декабря 1941 года дивизия в составе 9-го армейского корпуса действовала под Москвой в районе Звенигорода.
В ноябре 5-я пехотная дивизия была выведена во Францию и переформирована в 5-ю легкопехотную дивизию для действий в условиях низкогорья, причём 14-й пехотный полк был передан 78-й пехотной дивизии.
Со второй половины декабря 1941 года по 16 января 1942 года занимала оборону вдоль реки Рузы к северу от одноимённого города. С 17 января по 24 января 1942 года отходила на Гжатскую линию обороны, где заняла позиции на Минском шоссе. Летом 1942 года была переброшена в район Ржева. В 1942 году во время первой атаки советских войск на Ржев понесла очень тяжёлые потери.
В начале 1943 года дивизия была переименована в штурмовую дивизию, а вместо Ульмского собора на эмблеме дивизии появился стальной кулак (нем. Panzerfaust). Дивизия была оснащена гренадерским вооружением и серьёзно реорганизована, после чего была переведена в 9-ю армию в составе 23-го корпуса. Участвовала в боях на Курской дуге, после отступления была переведена во 2-ю танковую армию в июле, затем в 4-ю армию в сентябре.
В июне - июле 1944 года дивизия занимала Оршу и обороняла стратегически важную дорогу из Москвы в Минск. В ходе боёв дивизия была почти полностью уничтожена, попав в окружение. В ночь с 5 на 6 июля 1944 года солдаты сдались в плен, и лишь немногие выжившие смогли вырваться из кольца окружения. Впоследствии все они вошли в состав 565-й пехотной дивизии.
В октябре 1944 года стала народной пехотной дивизией (78. Volksgrenadier-Division), в начале 1945 года стала народной штурмовой дивизией (не путать с фольксштурмом). Последние дни войны находилась в Верхней Силезии в составе 1-й танковой армии. Капитулировала в мае 1945 года под Оломоуцем.

## Структура
|  | 1939 г. - 195-й пехотный полк - 215-й пехотный полк - 238-й пехотный полк - 178-й артиллерийский полк - 178-й разведывательный батальон - 178-й противотанковый артиллерийский дивизион - 178-й сапёрный батальон - 178-й батальон связи |  | 1943 г. - 195-й штурмовой полк - 215-й штурмовой полк - 14-й штурмовой полк (с ноября 1941) - 178-й артиллерийский полк - 178-й разведывательный батальон - 178-й противотанковый артиллерийский дивизион - 5-й миномётный батальон - 189-й штурмовой артиллерийский дивизион - 293-й зенитный артиллерийский дивизион - 178-й сапёрный батальон - 178-й батальон связи |  | 1945 г. - 195-й штурмовой полк - 215-й штурмовой полк - 14-й штурмовой полк - 178-й артиллерийский полк - 78-й стрелковый батальон - 178-й противотанковый артиллерийский дивизион - 178-й батальон связи |

## Командиры
- Генерал-лейтенант Фриц Бранд (26 августа — 30 сентября 1939)
- Генерал-лейтенант Курт Галленкамп (1 октября 1939 — 21 сентября 1941)
- Генерал-майор Эмиль Маркграф (22 сентября — 18 ноября 1941)
- Полковник Альфонс Хиттер (19 ноября — 6 декабря 1941)
- Генерал-лейтенант Пауль Фёлькерс (7 декабря 1941 — 8 апреля 1943)
- Генерал-лейтенант Ганс фон Траут (8 апреля — 11 июля 1944)
- Генерал-лейтенант Зигфрид Расп (12 июля — 26 сентября 1944)
- Генерал-майор Харальд фон Хиршфельд (26 сентября 1944 — 18 января 1945)
- Генерал-майор Ганс Шрепффер (18-25 января 1945)
- Генерал-майор Вильгельм Нагель (25 января — 1 апреля 1945)
- Полковник Матиас (1-30 апреля 1945)
- Генерал-майор Эрих Гайсслер (1-8 мая 1945)

## Награждённые Рыцарским крестом Железного креста

### Рыцарский Крест Железного креста (31)
- Георг фон Нёфвилль, 22.09.1941 — полковник, командир 195-го пехотного полка
- Людвиг Меркер, 18.11.1941 — полковник, командир 215-го пехотного полка
- Курт Галленкамп, 19.11.1941 — генерал-лейтенант, командир 78-й пехотной дивизии
- Альфонс Хиттер, 14.12.1941 — полковник, командир 178-го артиллерийского полка
- Пауль Доверк, 15.01.1942 — обер-лейтенант, командир 5-й роты 215-го пехотного полка
- Людвиг Барт, 20.08.1942 — штабс-фельдфебель, командир взвода 14-й (противотанковой) роты 14-го пехотного полка
- Хорст Штоффлет, 20.08.1942 — обер-лейтенант, командир роты 178-го батальона быстрого реагирования
- Эрнст Кетер, 10.12.1942 — оберстлейтенант, командир 14-го пехотного полка
- Вильгельм Колер, 10.12.1942 — капитан, командир боевой группы 195-го штурмового полка
- Пауль Фёлькерс, 11.12.1942 — генерал-лейтенант, командир 78-й пехотной дивизии
- Вальтер Райссингер, 17.12.1942 — оберстлейтенант, командир 215-го пехотного полка
- Альберт Шнайдер, 23.12.1942 — капитан, командир 178-го полевого учебного батальона
- Бертольд Гамер, 25.01.1943 — капитан, командир 2-го дивизиона 178-го артиллерийского полка
- Эрих Фишер, 31.03.1943 — лейтенант, командир 1-й роты 14-го штурмового полка
- Йозеф Шрайбер, 31.03.1943 — фельдфебель, командир взвода 4-й роты 14-го штурмового полка
- Эмиль Россхарт, 03.04.1943 — обер-ефрейтор, командир отделения 2-й роты 195-го штурмового полка
- Оскар Экхольт[нем.], 09.04.1943 — полковник, командир 178-го артиллерийского полка
- Вальтер Холлендер, 18.07.1943 — оберстлейтенант, командир 195-го штурмового полка
- Вильгельм Шлехт, 23.07.1943 — обер-фельдфебель, командир взвода 6-й роты 195-го штурмового полка
- Вильгельм Хильгерс, 31.07.1943 — лейтенант, командир 6-й роты 215-го штурмового полка
- Рудольф Иде, 23.09.1943 — майор, командир 1-го батальона 195-го штурмового полка
- Вильгельм Рюнгелер, 11.10.1943 — капитан, командир 178-го штурмового сапёрного батальона
- Карл Райнхарт, 20.12.1943 — лейтенант резерва, командир 7-й роты 215-го штурмового полка
- Йозеф Либенвайн, 07.04.1944 — обер-лейтенант, командир 7-й роты 195-го штурмового полка
- Эрнст Йеделе, 15.04.1944 — обер-фельдфебель, командир подразделения 6-й роты 14-го штурмового полка
- Вальтер Клоке, 20.04.1944 — оберстлейтенант, командир 215-го штурмового полка
- Георг Гертнер, 21.09.1944 — капитан, командир 1-го батальона 195-го штурмового полка
- Ганс Хуцель, 18.02.1945 — майор, командир 215-го штурмового полка
- Хельмут Йезерер, 30.04.1945 — капитан, командир 2-го батальона 215-го штурмового полка
- Эрхард Лисс, 30.04.1945 — капитан, командир 5-й роты 195-го штурмового полка
- Карл Хеер, 30.04.1945 — капитан, командир 1-го дивизиона 178-го артиллерийского полка

### Рыцарский Крест Железного креста с Дубовыми листьями (2)
- Йозеф Шрайбер (№ 309), 05.10.1943 — обер-фельдфебель, командир взвода 7-й роты 14-го штурмового полка
- Георг Гебхардт (№ 743), 19.02.1945 — оберстлейтенант резерва, командир 195-го штурмового полка